# 無管無鬚魮
無管無鬚魮（学名：Puntius endecanalis）是輻鰭魚綱鯉形目鯉科無鬚魮屬的其中一個種，該物種分布於亞洲婆羅洲西部，體長可達4.8公分，棲息在中底層水域。